# Enos (Bijbel)

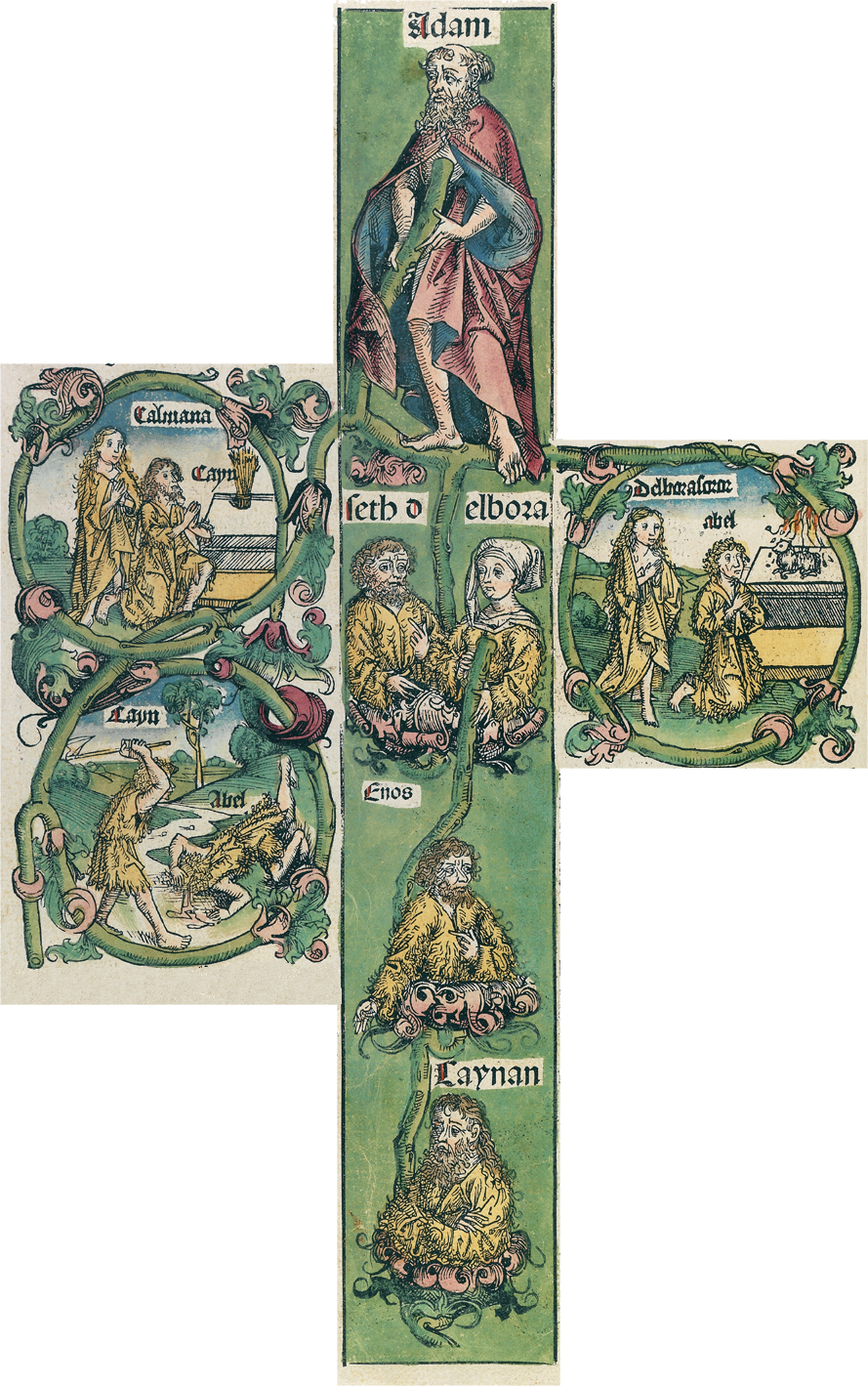
Geslachtslijn van Adam. Afgebeeld zijn onder ander Adam, Kaïn, Abel, Seth, Enos. Kroniek van Neurenberg (1493)

Enos (Hebreeuws: אֱנוֹשׁ, "mens") was volgens de Hebreeuwse Bijbel de zoon van Set (Genesis 4:26; 1 Kronieken 1:1). kleinzoon van Adam en een voorvader van Noach en daarmee van de rest van de mensheid. Volgens Jubileeën trouwde Enos met zijn zus Noam. Enos was 90 jaar toen zijn eerste zoon Kenan geboren werd. Hij stierf op een leeftijd van 905 jaar (Genesis 5:6-11). In Genesis 4:26 staat dat rond de tijd dat Enos geboren werd men begon met het aanroepen van de naam van JHWH.

## Christendom
Enos wordt in het Nieuwe Testament genoemd als voorvader van Jezus (Lucas 3:38).
In Jubileeën staat dat niet Set begon met het aanroepen van de naam van JHWH, maar Enos (Jubileeën 4:11-13). Omdat het boek Jubileeën als canoniek wordt aanvaard in de Ethiopisch-Orthodoxe Tewahedo Kerk, wordt Enos daar als een gelovige en juiste dienaar van God beschouwd. Er wordt hem ook toegeschreven dat hij, na een goddelijke openbaring, het oorspronkelijke medeklinkeralfabet heeft geïntroduceerd waarin de oude Ethiopische kerktaal is geschreven.
In de Armeens-Apostolische Kerk wordt Enos geëerd als een van de Heilige Voorvaders, samen met Adam, Abel en anderen. De feestdag van Enos in hun Heiligenkalender is 30 juli.